# Digital Monster X-Evolution
Digital Monster X-Evolution (デジタルモンスター ゼヴォリューション?, Dejitaru Monsutaa Zevoryuushon), titolo completo Digital Monster X-Evolution: the Thirteenth Royal Knight (lett. "Digital Monster X-Evolution: il tredicesimo Cavaliere Reale"), è l'ottavo film di Digimon ed il primo ad essere trasmesso in prima visione su una rete televisiva giapponese. Attualmente è andato in onda solo in Giappone il 3 gennaio 2005, sul canale Fuji TV.
Digital Monster X-Evolution è il primo film dedicato all'universo dei Digimon interamente realizzato in Computer grafica 3D dalla Imagi Animation Studios ed è l'unico non basato su una serie anime, bensì sulla trama del manga Digimon Chronicle. Il film è costato venticinque milioni di dollari ed è spesso noto tra i fan con il comune portmanteau Digimon X-Evolution.

## Trama
Digiworld è diventato così sovrappopolato che il supercomputer Yggdrasil, che governa il mondo digitale, non riesce più a gestire la situazione. La sua soluzione consiste nell'eliminare la stragrande maggioranza dei Digimon con il Programma X. Sceglie, quindi, una percentuale molto piccola di Digimon da portare in un nuovo Digiworld, poiché il piano prevede di distruggere quello vecchio. Coloro che non sono stati scelti da Yggdrasil, ma che comunque sono sopravvissuti al Programma X e si sono recati nel nuovo mondo, possiedono un raro dono conosciuto come l'Anticorpo X, un anticorpo che, quando attivato, cambia l'aspetto del Digimon che lo possiede e lo rende più potente. Coloro che posseggono l'Anticorpo X si possono generalmente distinguere dalla "X" nel loro nome e, a volte, da una "X" posta da qualche parte sul loro corpo (ad esempio Tokomon X l'ha sulla fronte). Ci sono pochi Digimon che posseggono l'Anticorpo X ma che non sono distinti da una X nel loro nome, questo a causa del fatto che non esiste altra versione di loro in natura che non possegga l'Anticorpo X, così che non c'è alcun bisogno di creare una distinzione con l'aggiunta del suffisso "X" nel loro nome. Yggdrasil è protetto dai Cavalieri Reali, tra i quali Omnimon, Magnamon e Gallantmon, che hanno il compito di eliminare i Digimon con l'Anticorpo X. Questi sono tre dei quattro Cavalieri Reali che appaiono nel film oltre ad Alphamon.
Uno dei reietti è uno strano Digimon peloso simile ad un drago chiamato Dorumon (ドルモン?, DORUmon). Dorumon sembra essere respinto da tutti e viene attaccato da un Leomon che vuole il suo Anticorpo X. Leomon alla fine muore e chiede a Dorumon di vivere anche per lui. WarGreymon X prova a riportare la pace tra un gruppo di Digimon normali (Andromon, Apemon, Blossomon e Tokomon) e tra un altro di Digimon X (Garudamon X e Kokuwamon X), ma Omnimon giunge sul posto ed elimina tutti i Digimon tranne WarGreymon X e Tokomon, che riescono a scappare. I due, in fase di atterraggio, cadono all'esterno di un tempio dove vive Dorumon. WarGreymon X lascia Tokomon alle cure di Dorumon, per poi riuscire a scappare dall'assalto di Omnimon. Successivamente, il Cavaliere Reale, subito dopo aver eliminato una mandria di Triceramon, scova Dorumon e Tokomon e li combatte, ferendoli gravemente. WarGreymon X e MetalGarurumon X arrivano per affrontare Omnimon. MetalGarurumon X viene ferito mortalmente e apparentemente muore, ma prima instilla il suo Anticorpo X in Tokomon, precedentemente ferito a morte. Dorumon, straziato a questa vista, digievolve in Dorugamon per rispondere all'assalto di Omnimon. WarGreymon X risponde al fuoco di Omnimon giusto prima dell'intervento di Gallantmon. Gallantmon crede che il piano di Yggdrasil di eliminare i Digimon X e tutti quelli coinvolti con loro sia sbagliato, ma, quando prova a convincere Omnimon del suo punto di vista, viene trafitto a morte dalla sua spada. Prima della sua apparente morte, Gallantmon parla ad Omnimon di qualcosa che lui "ha bisogno di controllare". Il Digimon quindi vede dissolvere i propri dati e apparentemente muore. Poco dopo, Magnamon rapisce Dorugamon ed estrae alcuni dei suoi dati.
Dorugamon viene abbandonato, creduto morto, in una discarica, ma viene nascosto dalle truppe di WarGreymon X, che comprendono Wizardmon, Mummymon e Silphymon. L'esercito di Yggdrasil attacca poco dopo ed i Digimon cercano di difendersi. Dorugamon, sconvolto dal combattimento in corso, digievolve ancora, fino al livello evoluto di DoruGreymon. Gallantmon, trasformatosi in Gallantmon X, e MetalGarurumon X, che in qualche modo sono sopravvissuti all'attacco di Omnimon, si uniscono alla lotta. Gallantmon X apre la strada verso i domini di Yggdrasil, in cui ad aspettarlo ci sono Omnimon e Magnamon. Proprio quando Omnimon sta per fare a pezzi DoruGreymon, quest'ultimo digievolve inaspettatamente in Alphamon, leader perduto dei Cavalieri Reali. Omnimon, intrigato dalla rivelazione e persuaso da Alphamon, decide di confrontarsi con Yggdrasil riguardo alle sue intenzioni. Magnamon rifiuta di andare con loro e ribadisce la sua fedeltà ad Yggdrasil, ma non fa nulla per fermare i due, eccetto avvisare il supercomputer. Prima che Alphamon e Omnimon raggiungano la camera di Yggdrasil, quest'ultimo invoca DexDorugoramon, creato dai dati rubati precedentemente a Dorugamon, per combattere contro di loro. Alphamon distrugge la creatura facilmente e lui ed Omnimon si recano da Yggdrasil. I due scoprono il vero aspetto di Yggdrasil e chiedono spiegazioni riguardo alla distruzione di così tanti Digimon, ma l'unica risposta del computer è l'invocazione dei resti di DexDorugoramon, che si riconfigura in Dexmon. La bestia intrappola Omnimon tra i suoi artigli. Quando Alphamon prova a liberare Omnimon, capisce che Dexmon è l'altra sua metà, la sua metà negativa, nata dall'estrazione di Yggdrasil. Sapendo ora che i due costituiscono un solo essere, Alphamon trafigge se stesso e Dexmon con la sua spada, la "Kyuukyoku Senjin Ooryuuken" ("Lama da Guerra Definitiva della Spada del Re Drago"). Quando Omnimon gli chiede perché l'ha fatto, Alphamon gli spiega che Dexmon era la sua "ombra" e che Dexmon rappresenta ciò che lui sarebbe poi diventato se non avesse incontrato i suoi amici. Con l'ultima stilla di forza rimastagli, Alphamon conferisce ad Omnimon il suo Anticorpo X, facendolo diventare Omnimon X, prima di riassorbire Dexmon e regredire in Dorumon, a stento ancora in vita. Omnimon X, con i suoi occhi finalmente aperti davanti alle ingiustizie di Yggdrasil, alza la sua Spada Trascendente e distrugge il computer con il suo attacco All Delete (Cancellazione Totale). Con il ripristino di Digiworld, Omnimon X osserva il paesaggio con il suo amico Gallantmon X, discutendo con lui delle ragioni che avevano spinto Yggdrasil ad agire così. Gallantmon conclude dicendo che Yggdrasil, come qualsiasi altro essere, stava semplicemente "provando a vivere" e che questo era il solo modo per lui di farlo. Nel frattempo, Dorumon torna a casa e si riunisce con gioia a Tokomon X.

## Contesto
X-Evolution è vagamente basato sulla trama di Digimon Chronicle, serie di mini manga che accompagnavano il dispositivo elettronico giapponese Digimon Pendulum X. La differenza più significativa tra Chronicle e X-Evolution sta nel fatto che il manga narra le avventure di Kouta Doumoto e del suo Digimon Dorumon, mentre il film si focalizza su un Dorumon solitario, con assolutamente nessun coinvolgimento umano.
Inoltre, in America, i Digimon con l'Anticorpo X sono raffigurati prevalentemente nella serie di carte "Digimon: Operation X". Alcuni Digimon hanno l'Anticorpo X, altri sono vulnerabili a questi Digimon ed altri ancora sono in grado di distruggerli facilmente. Modificare le carte serve anche ad aggiungere, distruggere, alterare o prendere potere dall'Anticorpo X.
Da notare che i Digimon più importanti visti nelle prime tre stagioni dell'anime sono tutti doppiati da seiyuu ricorrenti anche in X-Evolution, come Masako Nozawa che doppia Gallantmon anche in Digimon Tamers (nonostante si tratti di due Gallantmon diversi), anche se Silphymon viene doppiato solo dal seiyuu di Hawkmon.

## Doppiaggio
| Personaggio      | Doppiatore         |
| ---------------- | ------------------ |
| Kokuwamon X      | Kokoro Kikuchi     |
| Dorumon          | Minami Takayama    |
| Apemon           | Satoshi Taki       |
| Omnimon          | Hideyuki Tanaka    |
| Silphymon        | Kouichi Toochika   |
| WarGreymon X     | Chika Sakamoto     |
| MetalGarurumon X | Mayumi Yamaguchi   |
| Magnamon         | Junko Noda         |
| Gallantmon       | Masako Nozawa      |
| Mummymon         | Toshiyuki Morikawa |
| Leomon           | Hiroaki Hirata     |
| Tokomon          | Miwa Matsumoto     |
| Garudamon X      | Atori Shigematsu   |
| Wizardmon        | Akira Ishida       |